# 早坂寿雄
早坂 寿雄（はやさか としお、1914年（大正3年）6月10日 - 2004年（平成16年）3月9日）は、日本の電気音響学者。

## 略歴
1914年6月10日生まれ。1937年3月、東北帝国大学工学部電気工学科卒業。同年4月、同学部助手。1941年3月、逓信省電気試験所技師。1945年7月、工学博士。1952年11月、日本電信電話公社電気通信研究所音響研究課長。1959年2月、同電気通信研究所次長。1963年4月、同理事・所長。1967年5月、沖電気工業常務取締役。1970年5月、同専務取締役。1984年11月、勲三等瑞宝章受章。
1956年5月から1958年5月まで、日本音響学会会長。